# 甜青檸
甜青檸（Citrus limetta）是檸檬的一種栽培品種，屬芸香科柑橘屬。甜青檸是甜檸檬的品種之一，由枸櫞和苦橙雜交而成。甜青檸原產於伊朗南部地區，在地中海盆地亦有栽培。甜青檸可用於榨汁，維他命C含量豐富。樹木可用於觀賞及嫁接。